# Marosvásárhelyi értekezlet
A marosvásárhelyi értekezlet békepapi gyűlés volt, melyet a román titkosrendőrség szervezett Marosvásárhelyen 1950. április 27-én, a Gyulafehérvári egyházmegye papságának megtörése céljából.

## Történelem
Miután a titkosrendőrség 1949 júniusában elrabolta Márton Áron püspököt, Boga Alajos helynök vette át az egyházmegye irányítását. 1950 februárjában a román ortodox egyház felszólította a romániai püspököket, papokat és híveket a stockholmi békefelhíváshoz való csatlakozásra, amit Boga megtiltott papjainak.
Erre válaszul szervezte meg a titkosrendőrség április 27-én a marosvásárhelyi értekezletet, mint papi békegyűlést. Az egész országból szerveztek résztvevőket, köztük 27 pap vett részt a Gyulafehérvári egyházmegyéből. Elnökül Ágotha Endre nyárádselyei plébánost választották, akit a Szentszék válaszul május 5-én kiközösített. A gyűlésen megfogalmaztak egy nyilatkozatot, és megpróbálták a részt nem vevő papokat is rábírni annak aláírására; akik erre nem voltak hajlandók, azok közül sokakat bebörtönöztek. Az aláírást megtiltó Boga Alajost is letartóztatták, Gerald Patrick O'Hara pápai nunciust pedig kiutasították az országból.
Később további békegyűléseket is tartottak, melyek célja a papság és a hívek megtörése, végső soron az egyház Rómától való elszakítása volt.